# 大川ダニエル
大川 ダニエル（だいかわ ダニエル、Daniel Daikawa、1971年7月30日 -  ）は、アメリカ合衆国ミネソタ州アップルバレー出身の日本の元プロアイスホッケー選手。ポジションはディフェンス、右利き。

## 経歴
ローズマウント高等学校からマイアミ大学へ進学。1991-92シーズン、カンファレンスのオールルーキーチームに選ばれ、チームもNCAAトーナメントに出場した。大学卒業後は日本アイスホッケーリーグとアジアリーグアイスホッケーで11シーズンをプレーした。
大学を卒業後、日本アイスホッケーリーグの西武鉄道アイスホッケー部に加入、2002-03シーズンにはベスト6に選ばれた。シーズン終了後の西武鉄道の廃部に伴って菊地尚哉ら12選手とともに、アジアリーグアイスホッケーのコクドアイスホッケー部に移籍した。
2004年には王子製紙アイスホッケー部に移籍、2004-05シーズン終了後に退部した。
日本に帰化してオリンピック日本代表として2回、アイスホッケー世界選手権で日本代表として5回プレーした。
現役引退後は母校、マイアミ大学のヘッドコーチを4年間務め、2011年に北米アイスホッケーリーグのジェームズタウン・アイアンメンでゼネラルマネージャーとヘッドコーチに就任した。